# Unter Gaunern
Unter Gaunern ist eine deutsche Vorabendserie aus der Reihe Heiter bis tödlich nach einem Drehbuch von Christian Jeltsch, die im Auftrag der ARD-Werbung von X Filme Creative Pool in Zusammenarbeit mit Radio Bremen in Bremen produziert wurde. Unter Gaunern wurde vom 27. Januar 2015 bis zum 28. März 2015 im Vorabendprogramm von Das Erste ausgestrahlt.

## Handlung
Betty Schulz ist frischgebackene Polizistin, was ihre Familie jedoch auf keinen Fall erfahren darf, denn sie stammt aus einer Bremer Gaunerfamilie. Weil sie ihrer Familie die Wahrheit nicht zumuten will, wird sie selbst zur Gaunerin und benutzt ihre Freundin Carmen als Komplizin und ständiges Alibi.

## Figuren
Betty Schulz(gespielt von Cristina do Rego) ist die rechtschaffene Tochter der Gaunerfamilie.
Vater Bruno(gespielt von Jophi Ries) ist der Chef des Familienunternehmens „Schulz Im- und Export“.
Ida Wolff(gespielt von Barbara Magdalena Ahren) ist Kriminalhauptkommissarin und Bettys Vorgesetzte.
Carmen(gespielt von Kaya Marie Möller) ist Bettys Freundin und Verbündete, bei der sie in dem Fitness-Studio arbeitet.

## Episodenliste
| Nr. | Originaltitel              | Erstausstrahlung |
| --- | -------------------------- | ---------------- |
| 1   | Das schwarze Schaf         | 27. Januar 2015  |
| 2   | Die nackte Paula           | 3. Februar 2015  |
| 3   | Der große Liebe            | 10. Februar 2015 |
| 4   | Die Not am Mann            | 17. Februar 2015 |
| 5   | Der Onkel aus Amerika      | 24. Februar 2015 |
| 6   | Von Fälschern und Chinesen | 3. März 2015     |
| 7   | Das kleine Biest           | 17. März 2015    |
| 8   | Das dicke Ende             | 28. März 2015    |

Am 22. April 2015 wurde im Morgenshow-Podcall von Bremen Vier gemeldet, dass die Serie laut interner Meldung vorerst nicht weitergeführt werde.

## Drehorte
Gedreht wurde in Bremen. Das „Alcatraz“ genannte Wohnhaus der Familie Schulz befindet sich in der Humboldtstraße im Stadtteil Fesenfeld. Das Polizeirevier ist das Foyer der Deutschen Telekom am Utbremer Fernsehturm im Stadtteil Walle und die Polizeibüros befinden sich in dem Gebäude mit der Hausnummer 91. Der Banküberfall wurde in der Kellerstraße in Bremen-Nord gefilmt.

## Rezeption
David Denk schrieb in der Süddeutschen Zeitung: „Man kann nachvollziehen, warum [Jeltsch und Polle] so stolz sind auf Unter Gaunern: Der Spaß, den alle Beteiligten bei der Arbeit hatten, überträgt sich auf den Zuschauer. Jeltschs Dialoge sind lustig, ohne bemüht witzisch zu sein. Handlung und Figuren sind überdreht, ohne ihre Wahrhaftigkeit einzubüßen. Das sind keine Witzfiguren, das sind Menschen – die längst nicht immer eine gute Figur machen.“
Arno Frank schrieb bei Spiegel Online: „Auf dem klassischen Sendeplatz für Familienserien wagt die ARD mit "Unter Gaunern" – tada – eine Familienserie. Die allerdings ist so liebenswürdig wie der mehrere Generationen umspannende Clan von Ganoven, um den es geht.“
Ulla Haselmann schrieb in der Stuttgarter Zeitung: „Das öffentlich-rechtliche Fernsehen ist auch mal für Überraschungen gut. Denn die von dem Grimme-Preisträger Christian Jeltsch geschriebene Serie hat, was andere Produktionen nicht oder viel zu wenig haben: dramaturgischen Wagemut, spritzige, politisch inkorrekte, aber auch lebensnahe Dialoge, Witz und ganz viel Drive sowie einen vielschichtigen Plot. Zudem gelingt „Unter Gaunern“ das im deutschen Fernsehen seltene Kunststück, verschiedene Genres wie Comedy, Krimi und Familienserie zu harmonisieren.“
Hendrik Werner bewertete im Weser Kurier Unter Gaunern als zugleich ambitioniert und überdreht. „Mit viel Lokalkolorit ist die neue Radio-Bremen-Vorabendserie „Unter Gaunern“ ausgestattet: Zu sehen ist die schmucke Humbold[t]straße, gemütlich zuckeln Straßenbahnen durchs Bild. Das ist pittoresk, reicht aber nicht für eine gelungene Krimifarce – das Drehbuch setzt zu sehr auf Kalauer und Albernheiten. Auch die Quote der Auftaktfolge war eher mäßig: Nur 1,76 Millionen Zuschauer (Marktanteil: 6,8 Prozent) schalteten ein.“ Werner schließt mit dem Fazit: „Immerhin: Das Ensemble spielt die an Klischees reiche Jokus-Revue gut.“